# Пирсинг половых органов
Пирсинг половых органов — вдевание предметов в отверстия, сделанные с этой целью на гениталиях. Соответственно, различают пирсинг женских и мужских половых органов. С точки зрения сторонников этого вида пирсинга, он может давать дополнительную стимуляцию в процессе полового акта одному или обоим партнёрам.

## Женский генитальный пирсинг
- Пирсинг половых губ
- Пирсинг клитора

## Мужской генитальный пирсинг
Мужской генитальный пирсинг весьма разнообразен — начиная от таких форм, как проколы крайней плоти и уздечки головки полового члена, заканчивая экстремальными проколами головки полового члена. Прокол ствола полового члена не делается — он может крайне негативно сказаться на эрекции. Также часто встречаются проколы на мошонке и коже в области гениталий.